# Ctenaulis peracuta
Ctenaulis peracuta är en fjärilsart som beskrevs av Claude Herbulot 1988. Ctenaulis peracuta ingår i släktet Ctenaulis och familjen mätare. Inga underarter finns listade i Catalogue of Life.